# Лесбийская война
Лесбийская война — война между островом Лесбос и Афинами в 600—580 годах до н. э.
После смерти в 610 году до н. э. правителя Лесбоса тирана Мирсила на острове вспыхнула ожесточённая гражданская война, окончившаяся тем, что власть в государстве захватили представители аристократических фамилий.
Новые правители вскоре начали войну с афинянами, желавшими утвердиться на берегах Троады. Афинский флот наварха Фринона отплыл к Лесбосу. Афинянам благоприятствовало то обстоятельство, что на острове опять началась междоусобная борьба партий, причем эвпатриды Алкей и Антименид начали войну против родных Митилен (столица Лесбоса). Перед такой опасностью, в связи с успехами афинян, демократическая партия выставила в 590 году до н. э. из своей среды в качестве вождя Питтака Митиленского (640—576), сына Иррадия. Выбор оказался чрезвычайно удачным. Питтак, считающийся великим государственным деятелем и одним из «семи греческих мудрецов», сумел изгнать с острова эвпатридов, a затем, убив на поединке наварха Фринона, принудил афинян к отзыву эскадры из Митилен (580), на чём война и закончилась.
Лесбос получил восстановленную Питтаком республиканскую свободу, потерянную им вновь при завоевании Малой Азии персами около 550 года до н. э.